# Sergej Karetnik
Sergej Vladimirovič Karetnik (in russo Сергей Владимирович Каретник?; in ucraino Сергій Володимирович Каретник?, Serhij Volodymyrovyč Karetnyk; Lubny, 14 febbraio 1995) è un calciatore russo con cittadinanza ucraina, centrocampista dell'Olimpija Savynci.

## Carriera
Ha giocato nella massima serie dei campionati ucraino, russo, lituano ed armeno.